# Sára Péter
Sára Péter (Budapest, 6 de julio de 2002) es una deportista húngara que compite en gimnasia artística. En los Juegos Europeos de Minsk 2019 obtuvo una medalla de bronce en la prueba de salto de potro.

## Palmarés internacional
| Juegos Europeos | Juegos Europeos     | Juegos Europeos   | Juegos Europeos |
| Año             | Lugar               | Medalla           | Categoría       |
| --------------- | ------------------- | ----------------- | --------------- |
| 2019            | Minsk (Bielorrusia) | Medalla de bronce | Salto de potro  |